# Gabriel Paulet
Gabriel Paulet (Nantes (Loira Atlàntic), 25 de maig, 1883 - París, 10 de setembre, 1965), va ser un cantant (tenor) clàssic francès, concertista i professor

## Biografia
Primer premi de cant al Conservatori de Música i Declamació de París l'any 1907 (classe Edmond Duvernoy), l'any següent va ser a la classe de declamació lírica (òpera i òpera còmica) de Jacques Isnardon. El 1911 va crear el Quartet Vocal de París amb Madeleine Bonnard, Marcel Chadeigne i Roger de Laromiguière, també premiats del Conservatori. Mel Bonis li dedica una melodia, The Cat on the Roof, per a veu (tenor) i piano, composta l'any 1912.
Solista en els principals concerts parisencs, va desenvolupar tota la seva carrera en concert i va actuar sobretot a la "Société des concerts du Conservatoire" i a la "Salle Gaveau" amb l'orquestra Colonne sota la direcció de Gabriel Pierné el 1912. El mateix any va ser l'intèrpret, amb Jean Robert, la cantata del segon Gran Prix de Rome concedit a Édouard Mignan. El 1914, va cantar a la Fundació Beaulieu, amb l'Orquestra Colonne dirigida per Gabriel Pierné, el paper d'Eros a la Psyché de Jean-Baptiste Lully i el de Méphistophélès (originalment escrit per a tenor) a les vuit escenes de Faust d'Hector Berlioz. El 1920 va cantar al "Cirque d'hiver" per als Concerts Pasdeloup sota la direcció de Rhené-Baton. El 1921 i 1922, va trobar Gabriel Pierné i els Concerts Colonne al "Théâtre du Châtelet". Va cantar amb l'Orquestra Lamoureux dirigida per Paul Paray a la Salle Gaveau l'any 192415. Va ser contractat per la "Société des Grands Concerts de Lyon" (avantpassat de l'Orquestra Nacional de Lió) de Georges Martin Witkowski per a la temporada 1924-1925.
La seva interpretació l'any 1926 del repertori clàssic i modern, de Giulio Caccini a Bach, de Paul Paray a Joseph Canteloube passant per Gabriel Fauré (La Fée aux mots), fou remarcada i elogiada. El concert del 4 d'agost de 1930 donat al Conservatori Americà de Fontainebleau va ser retransmès a Radio-París. Interpreta l'ària del Messies de Georg Friedrich Handel, una Ariette de Girolamo Frescobaldi, la serenata de L'Amant jaloux d'André Grétry, melodies de composició pròpia i, amb Marthe Paulet-Cornélis, el duet de la Missa en si de Johann Sebastian Bach i tres duets de Robert Schumann.
Va ser nomenat professor de cant al Conservatori de París, en substitució de Pierre-Émile Engel l'1 de novembre de 1927. Va ser membre de la comissió de renovació i desenvolupament dels estudis musicals establerta el 8 de novembre de 1928 per Édouard Herriot, ministre, d'Educació Pública i Belles Arts. Va ensenyar fins al 30 de setembre de 1953 a l'establiment on entre els seus alumnes hi havia René Deshayes, primer premi de cant l'any 1937, i Michel Sénéchal, primer premi de cant l'any 1950.
El 1926 va publicar un mètode de cant, Exercices journaliers, pour le chant, i el 1928 va publicar les Vocalises, per a veu i piano, de Heinrich Panofka (anglès) que inclou 24 vocalises per a soprano, mezzosoprano o tenor, 24 vocalises per a contralt, baríton o baix i 12 veus d'artistes.